# Frank Elgar
Roger Lesbats (Blaye, Gironda; 20 de julio de 1899 - París, 20 de junio de 1978), conocido por su seudónimo Frank Elgar, fue un periodista y crítico de arte francés, nacido en Blaye, en Gironda, Francia.

## Datos biográficos
Empezó su carrera de periodista como redactor para El Popular de Nantes y como animador de la revista Nantes la Tarde. Fue más tarde secretario general de la redacción del Popular de París.
Antes de ser el crítico del Parisien libéré, colaboró con el semanario Cruce. Fue también gerente de la revista de cine el Objetivo.
Publicó en la Editorial Hazan libros sobre Paul Cézanne, Fernand Léger, Pablo Picasso y Vincent van Gogh. Fue también uno de los dos redactores del gran Diccionario de los pintores publicado por Hazan.

## Obra
- Szobel, Edición Galería de Francia, París, 1947
- Van Gogh, pinturas, París, Ediciones del Roble, 1948
- El puente del Anglois de van Gogh, París, El Museo de obras maestras, 1948
- Fernand Léger, pinturas 1911-1948, París, Ediciones del Roble, 1948
- Gauguin, Biblioteca Aldine de artes, París, Fernand Hazan, 1949
- Ingres, París, Ediciones del Roble, 1951
- Miró, París, Fernand Hazan, 1953
- Picasso y Fernand Léger: dos hombres, dos mundos, París, Los amigos del arte, 1954
- Picasso, París, Fernand Hazan, 1955[2]
- Resurrección del pájaro; ilustrado con litografías originales de Georges Braque, París, Maeght, 1958. 136 páginas
- Braque: 1906-1920, París, Fernand Hazan, 1958
- Van Gogh,[3] París, Hazan, 1958
- Gris: naturalezas muertas, Pequeña enciclopedia del arte, vuelo. 35, París, Fernand Hazan, 1961
- Degas Carreras, París, Hazan, 1965
- Prins: pinturas, pastels y dibujos, París, Ediciones del Roble, 1966
- Cézanne, París, TIENE. Somogy, 1968
- ((en inglés)) Mondrian, traducido por Thomas Walton, Nueva York, Praeger, 1968
- ((en inglés)) Van Gogh; a study of his life and work,  traducido por James Cleugh, Nueva York, Praeger, 1968
- Poleo, Caracas, Ed. Armitano, 1970
- Diccionario de Bolsillo:Impresionismo, (con Raymond Cogniat), París, Fernand Hazan, 1972
- Montanier, Movidos Edepoche, 1973
- Bores: Pinturas De 1927 TIENE 1971, París, Villand Y Galanis, 1975
- Agüero, París, Barroux, 1975
- ((en inglés)) The Post-impressionists, Oxford, Phaidon, 1977
- Cien Años de Pintura Moderna, Fernand Hazan editor, 1979